# Isolde Frölian
Isolde Frölian (Dresde, Alemania, 8 de abril de 1908-ibídem, 6 de noviembre de 1957) fue una gimnasta artística alemana, campeona olímpica en Berlín 1936 en el concurso por equipos.

## Carrera deportiva
En las Olimpiadas de Berlín de 1936 ayuda a su equipo a conseguir el oro en el concurso por equipos, quedando situadas en el podio por delante de las checoslovacas y húngaras, y siendo sus compañeras: Anita Bärwirth, Erna Bürger, Friedl Iby, Trudi Meyer, Paula Pöhlsen, Julie Schmitt y Käthe Sohnemann.